# Serrières NE

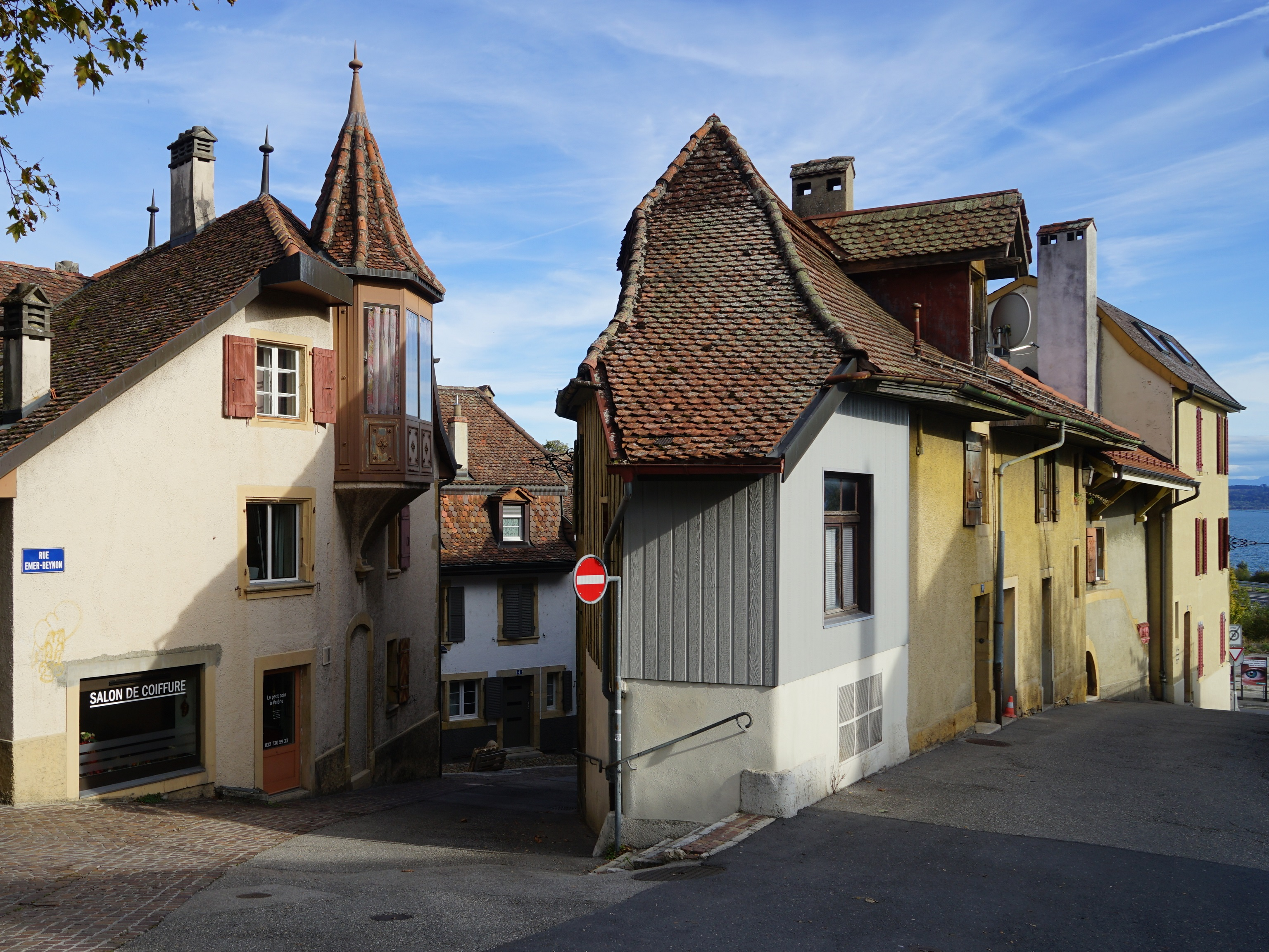
Ortskern, 2023

Blick auf Serrières, um 1840

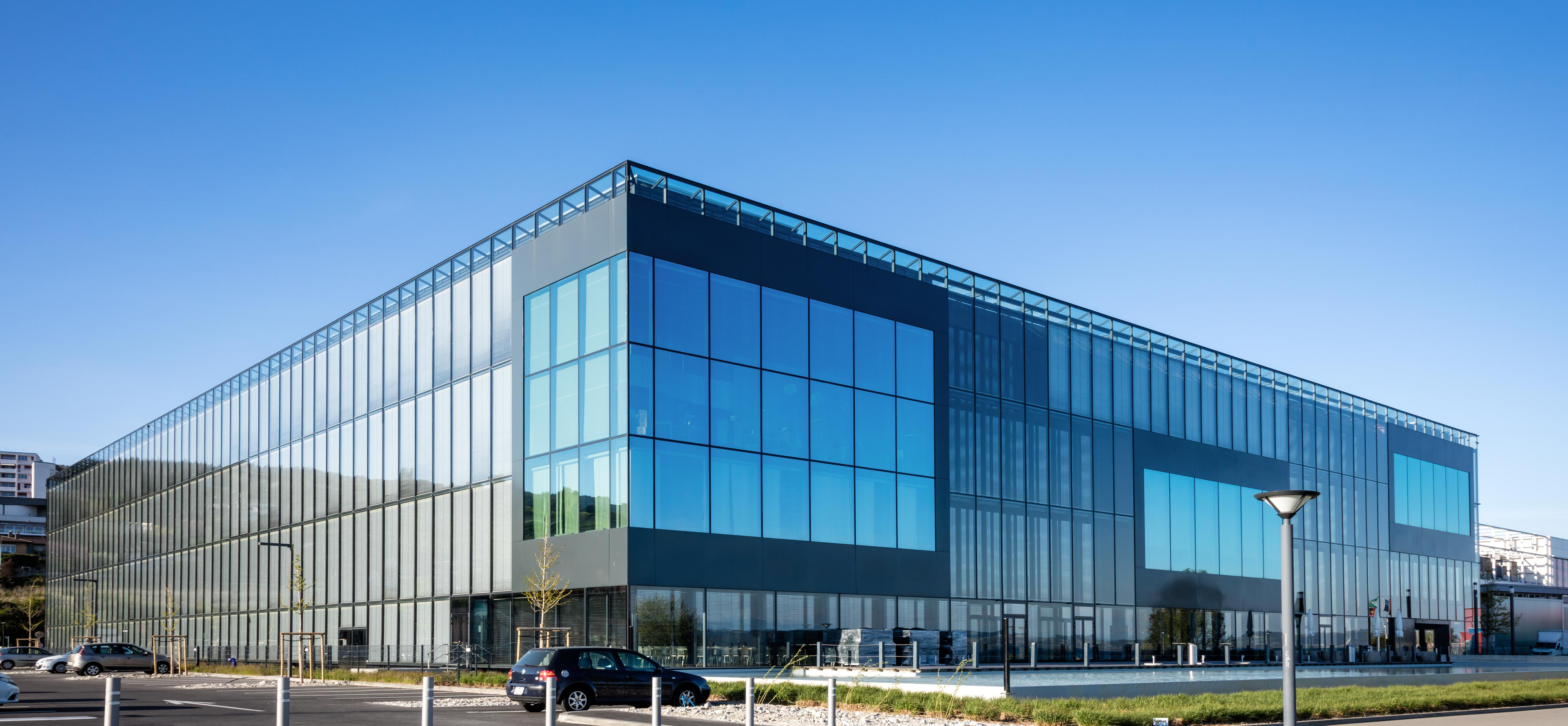
Philip Morris International, 2017

Serrières ist ein Quartier der Schweizer Stadt Neuenburg in der Schweiz. Es ist seit langem ein bedeutendes Industriequartier der Gemeinde Neuenburg.

## Geographie
Serrières liegt etwa drei Kilometer westlich des Stadtzentrums (Luftlinie) und erstreckt sich entlang des Neuenburgersees. Im Westen grenzt es an die Gemeinde Milvignes, im Norden an die ehemalige Gemeinde Peseux, die seit 2021 zur Gemeinde Neuenburg gehört. Das Quartier steigt vom Seespiegel (428 m) auf eine Höhe von etwa 520 m ü. M. vor dem Jurasüdhang an. Die 700 Meter lange Serrière bildet eine tief eingeschnittene Schlucht.

## Geschichte
Nahe der Mündung der Serrière wurden 1908 gallorömische Thermen aus dem 2. und 3. Jahrhundert entdeckt. Das merowingische Gräberfeld von Les Battieux gehört zu den bedeutendsten des Kantons. Im Jahr 1982 wurden 38 Gräber aus dem 7. Jahrhundert freigelegt, 1945 und 1997 Reste einer Kultstätte desselben Jahrhunderts in der Kirche Saint-Jean ausgegraben.

Papeteries de Serrières, 1942

Diese 1178 erwähnte Kirche war das Zentrum einer eigenständigen Pfarrei, der bis 1882 die Weiler Peseux und Suchiez angehörten. Die Reformation wurde 1530 nach einer Predigt von Guillaume Farel eingeführt. Unterhalb des Orts trieb die Serrière Getreidemühlen, Sägen, Walken, Stampfen und Schleifwerke an. Mühlen wurden 1228, eine Papiermühle 1477 erstmals erwähnt. Bedeutung erhielt die daraus entstehende Papierfabrik, Weltruf die Schokoladenfabrik Suchard, die Philippe Suchard 1826 in einer stillliegenden Mühle gründete. Die von 1892 bis 1908 errichtete Arbeitersiedlung «Cité-Suchard» galt als Musterbeispiel sozialen Wohnungsbaus.
Bis in die frühe Neuzeit konzentrierte sich die gewerbliche Tätigkeit hauptsächlich auf das Tal der Serrière, wo sich vom Fluss angetriebene Getreidemühlen (ab 1228 erwähnt, Mühlen), Sägen, Walken, Stampfen, Schleifwerke, Papiermühlen (ab 1477, Papier) usw. ansiedelten.
Die heutigen grossen Wohnquartiere entwickelten sich mit der Überbauung der freien Flächen im 20. Jahrhundert. Das Familienunternehmen Bossy (Haferflocken) eröffnete Anfang des Jahrhunderts eine Niederlassung, schloss aber den Standort 1939. Sitz und Fabrikation der Vereinigten Tabakfabriken wurden 1942 nach Serrières verlegt, da Stadt und Kanton bedeutende steuerliche Erleichterungen gewährten. Die Firma schloss 1957 den europaweit ersten Vertrag über eine Lizenzproduktion der Marke «Marlboro» ab. Das hohe Nachkriegswachstum beschleunigte sich, und sechs Jahre später kaufte Philip Morris die Vereinigten Tabakfabriken. Durch Investitionen in Automatisierung, Forschung und Entwicklung stieg die Zahl der Angestellten von 150 im Jahr 1941 auf 1500 1980. Die Firma in Serrières-Sud hatte an der Wende zum 21. Jahrhundert 1200 Mitarbeiter und gehört zu den wichtigsten Arbeitgebern des Kantons. Die Schliessung der Papeteries de Serrières und der Wegzug von Suchard («Milka») verursachte dagegen «tiefgreifende gesellschaftliche (Arbeitslosigkeit) und wirtschaftliche Veränderungen». Die kantonale Verwaltung richtete in Serrières Bürogebäude ein.

## Sehenswürdigkeiten und Freizeit

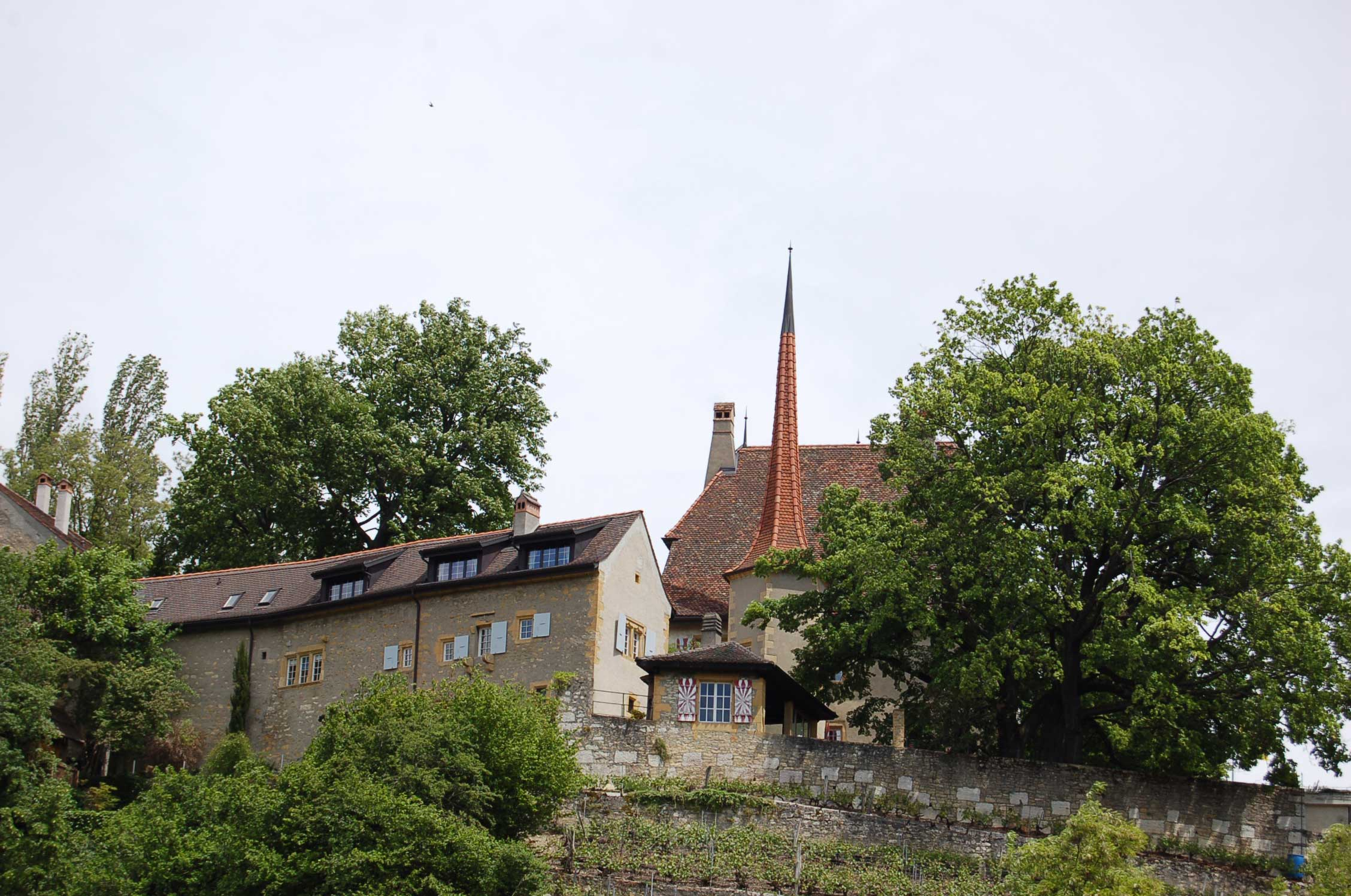
Schloss Beauregard, 2007

Im Schweizerischen Inventar sind als Kulturgüter von regionaler Bedeutung eingetragen: die reformierte Kirche und das Pfarrhaus, das Schloss Beauregard, die Arbeitersiedlung «Cité Suchard» sowie die «rote» Fabrik Philippe Suchard. Im alten Ortskern sind noch Bürgerhäuser aus dem 17. und 18. Jahrhundert erhalten.
Im Osten des Quartiers besteht ein Badestrand, im Westen ein Schwimmbad, am Schiffsanleger wurde das Ufer mit Erholungsanlagen neu gestaltet.

## Verkehr
Das Quartier ist verkehrstechnisch sehr gut erschlossen. Es besteht eine Abfahrt an der 2014 fertiggestellten A5, die Hauptstrasse 5 führt nahe dem Seeufer entlang.
An der 1859/1860 eröffneten Bahnstrecke von Neuenburg nach Yverdon bzw. nach Pontarlier besteht eine Station in Serrières. Die Haltestelle an der Bahnstrecke nach Le Locle-Col-des-Roches liegt nahe der Quartiersgrenze in Peseux. Die 1892 eröffnete Überlandlinie 5 der Strassenbahn Neuenburg besitzt drei Haltestellen im Quartier.
Es besteht ein Schiffsanleger für Passagierschiffe der LNM Navigation (keine Kursschiffe). Der nahegelegene «Port de Serrières» ist ein Hafen für Sportboote.

## Persönlichkeiten
- Pierre de Vingle (1495–1536), Buchdrucker, druckte 1535 die «Bible de Serrières» (Olivétan-Bibel)
- Erhard Borel (1793–1861), Gross- und Staatsrat sowie Papierfabrikant in Serrières
- Karl Philipp Reiff (1796–1872), Lexikograf und Schriftsteller

## Belege
1. 1 2 3  Jean-Pierre Jelmini: Neuenburg (Gemeinde). In: Historisches Lexikon der Schweiz.  8. September 2021.

Koordinaten: 46° 59′ N, 6° 54′ O; CH1903: 559275 / 203725